# Euro Hockey Tour 2013/14
Die Euro Hockey Tour 2013/14 war eine Serie von internationalen Eishockeyturnieren zwischen den Nationalmannschaften Finnlands, Schwedens, Russlands und Tschechiens. Zur Austragung in der Saison 2013/14 gehörten die Czech Hockey Games im August 2013, der Karjala Cup im November 2013, der Channel One Cup im Dezember 2013 sowie die Oddset Hockey Games im Mai 2014.
Aufgrund der Olympischen Winterspiele 2014 wurde im Gegensatz zu den Vorjahren die Reihenfolge der einzelnen Turniere sowie die Zeitpunkte der Austragung geändert.

## Turniere

### Czech Hockey Games
Die Czech Hockey Games 2013 wurden vom 29. August bis 1. September in der ČEZ Aréna in Pardubice, Tschechien, ausgetragen. Die Partie Schweden gegen Russland wurde in Sankt Petersburg ausgespielt. Sieger des Turniers wurde die finnische Nationalmannschaft.

### Karjala Cup
Der Karjala Cup 2013 wurde vom 7. bis 10. November 2013 in Helsinki (Hauptspielort) und Schweden ausgetragen. Sieger des Turniers wurde die finnische Nationalmannschaft.

### Channel One Cup
Der Channel One Cup 2013 wurde vom 19. bis 22. Dezember 2013 in Sotschi (Hauptspielort) und Prag ausgetragen. Sieger des Turniers wurde die tschechische Nationalmannschaft.

### Oddset Hockey Games
Die Oddset Hockey Games 2014 wurden vom 1. bis 4. Mai 2014 in Stockholm (Hauptspielort) und Helsinki ausgetragen. Erneut errang Finnland den ersten Platz.

## Gesamtwertung
| Platz | Mannschaft | Spiele | S | OTS | OTN | N | Tore  | Punkte |
| ----- | ---------- | ------ | - | --- | --- | - | ----- | ------ |
| 1.    | Finnland   | 12     | 8 | 2   | 1   | 1 | 33:19 | 29     |
| 2.    | Russland   | 12     | 5 | 0   | 0   | 7 | 26:21 | 15     |
| 3.    | Tschechien | 12     | 4 | 1   | 1   | 6 | 15:30 | 15     |
| 4.    | Schweden   | 12     | 3 | 1   | 2   | 6 | 25:29 | 13     |

## Statistik

### Beste Scorer
Quelle: eurohockey.com
| Name              | Nation   | Sp | T | V | Pkt | SM |
| ----------------- | -------- | -- | - | - | --- | -- |
| Jori Lehterä      | Finnland | 8  | 3 | 4 | 7   | 0  |
| Pekka Jormakka    | Finnland | 8  | 5 | 1 | 6   | 4  |
| Oscar Möller      | Schweden | 6  | 3 | 3 | 6   | 0  |
| Jegor Awerin      | Russland | 8  | 4 | 1 | 5   | 0  |
| Sakari Salminen   | Finnland | 6  | 3 | 2 | 5   | 0  |
| Wiktor Tichonow   | Russland | 12 | 2 | 3 | 5   | 4  |
| Simon Hjalmarsson | Schweden | 9  | 2 | 3 | 5   | 0  |
| Juuso Hietanen    | Finnland | 9  | 1 | 4 | 5   | 2  |
| Linus Klasen      | Schweden | 12 | 4 | 0 | 4   | 2  |
| Maxim Tschudinow  | Russland | 11 | 3 | 1 | 4   | 8  |

(Legende zur Spielerstatistik: Sp oder GP = absolvierte Spiele; T oder G = erzielte Tore; V oder A = erzielte Assists; Pkt oder Pts = erzielte Scorerpunkte; SM oder PIM = erhaltene Strafminuten; +/− = Plus/Minus-Bilanz; PP = erzielte Überzahltore; SH = erzielte Unterzahltore; GW = erzielte Siegtore; 1 Play-downs/Relegation; Kursiv: Statistik nicht vollständig)

### Beste Torhüter
Quelle: eurohockey. com
| Name                  | Nation     | Sp | Min | GTS  | Sv%   | SO |
| --------------------- | ---------- | -- | --- | ---- | ----- | -- |
| Jakub Kovář           | Tschechien | 8  | 390 | 2,62 | 0,899 | 1  |
| Henrik Karlsson       | Schweden   | 6  | 301 | 1,40 | 0,959 | 2  |
| Alexander Salák       | Tschechien | 5  | 242 | 1,98 | 0,926 | 0  |
| Alexander Jerjomenko  | Russland   | 4  | 239 | 1,51 | 0,935 | 1  |
| Mikko Koskinen        | Finnland   | 4  | 239 | 1,00 | 0,962 | 1  |
| Linus Ullmark         | Schweden   | 3  | 118 | 4,07 | 0,846 | 0  |
| Atte Engren           | Finnland   | 3  | 180 | 1,00 | 0,970 | 1  |
| Wassili Koschetschkin | Russland   | 2  | 119 | 1,01 | 0,962 | 1  |

(Legende zur Torhüterstatistik: GP oder Sp = Spiele insgesamt; W oder S = Siege; L oder N = Niederlagen; T oder U oder OT = Unentschieden oder Overtime- bzw. Shootout-Niederlage; Min. = Minuten; SOG oder SaT = Schüsse aufs Tor; GA oder GT = Gegentore; SO = Shutouts; GAA oder GTS = Gegentorschnitt; Sv% oder SVS% = Fangquote; EN = Empty Net Goal; 1 Play-downs/Relegation; Kursiv: Statistik nicht vollständig)